# Протасово (Галичский район)
Протасово — деревня в составе Дмитриевского сельского поселения Галичского района Костромской области России.

## География
Деревня расположена у реки Папинка, между автодорогой Судиславль — Солигалич Р100 и железнодорожной линией Кострома—Галич Северной железной дороги.

## История
Согласно Спискам населённых мест Российской империи в 1872 году деревня относилась к 1 стану Галичского уезда Костромской губернии. В ней числилось 37 дворов, проживало 93 мужчины и 110 женщин.
Согласно переписи населения 1897 года в деревне проживало 217 человек (79 мужчин и 138 женщин).
Согласно Списку населённых мест Костромской губернии в 1907 году деревня относилась к Холмовской волости Галичского уезда Костромской губернии. По сведениям волостного правления за 1907 год в ней числилось 54 крестьянских двора и 289 жителей. Основными занятиями жителей деревни были малярный и кошатн. промыслы, сельскохозяйственные работы.
До муниципальной реформы 2010 года деревня входила в состав Пронинского сельского поселения.